# Vier-Nationen-Turnier 2016
Das Vier-Nationen-Turnier 2016 für Frauenfußballnationalteams fand zwischen dem 21. und 26. Januar wie bereits 2004 und 2015 in der chinesischen Stadt Shenzhen statt und wurde vom Ausrichter gewonnen. Austragungsstätte war das Shenzhen Universiade Center. Es nahm keine Mannschaft aus den Top 10 der FIFA-Weltrangliste teil. Mexiko nahm zum vierten und Südkorea zum fünften Mal teil.
Für die vietnamesische Mannschaft war es die erste Teilnahme. Die Mannschaft konnte kein Spiel gewinnen und kein Tor erzielen. Das Spiel gegen Mexiko war das erste Aufeinandertreffen der Mannschaften überhaupt.

## Spielergebnisse
| Pl. | Land     | Sp. | S | U | N | Tore    | Diff. | Punkte |
| --- | -------- | --- | - | - | - | ------- | ----- | ------ |
| 1.  | China    | 3   | 2 | 1 | 0 | 010:000 | +10   | 07     |
| 2.  | Mexiko   | 3   | 2 | 1 | 0 | 003:000 | +3    | 07     |
| 3.  | Südkorea | 3   | 1 | 0 | 2 | 005:400 | +1    | 03     |
| 4.  | Vietnam  | 3   | 0 | 0 | 3 | 000:140 | −14   | 0      |

|                 |   |          |     |
| 21. Januar 2016 |   |          |     |
| China           | – | Mexiko   | 0:0 |
| Südkorea        | – | Vietnam  | 5:0 |
| 23. Januar 2016 |   |          |     |
| China           | – | Vietnam  | 8:0 |
| Mexiko          | – | Südkorea | 2:0 |
| 26. Januar 2016 |   |          |     |
| China           | – | Südkorea | 2:0 |
| Vietnam         | – | Mexiko   | 0:1 |